# Едуард Мамадов
Едуард Мамадов (енгл. Eduard Mammadov; 2. јануар 1978) је азербејџански кик-боксер, под надимком Бели вук. Четрнаестоструки је светски првак кик-бокса у тешкој категорији светске асоцијације  и европски првак у кик-боксу у тешкој категорији.

## Кик-бокс каријера
Мамадов је започео професионалну каријеру у кик-боксу 1993. године и од тада је освојио све титуле шампионата у кик-боксу, у Азербејџану.

## Тренерска каријера
Тренерску каријеру започео је 2000. године, а тренутно ради као кик-бокс тренер у локалној школи.

## Титуле
Едуард је освојио двадесет пет светских титула, седам европских титула и петнаест пута је био првак Азербејџана.

### Професионално
- Светска асоцијација кик-бокса

### Аматер
- Светско првенство 2009. у Мадриду, Шпанија  -60 кг
- Светско првенство 2009. у Мадриду, Шпанија  -60 кг
- Светско првенство 2007. у Коимбру, Португалији  -60 кг
- Светско првенство 2007. у Београду, Србији  -60 кг
- Европско првенство 2006. у Скопљу, Македонији  -60 кг
- Светско првенство 2005. у Агадиру, Мароку  -60 кг
- Европско првенство 2002. у Језолу, Италији  -60 кг
- Светско првенство 2001. у Београду, Србији и Црној Гори  -57 кг